# Dilip Kumar
Dilip Kumar, geboren als Muhammad Yusuf Khan (Pesjawar (Brits-Indië), 11 december 1922 – Mumbai, 7 juli 2021), was een Indiase filmacteur, filmproducent en politicus. Hij speelde in meer dan 65 films en kreeg negen Filmfare Awards. Critici beschouwen hem als een van de grootste acteurs in de geschiedenis van de Hindi-cinema. Regisseur Satyajit Ray omschreef hem als de "ultieme method actor". Hij was actief in allerlei genres. Films waarin hij speelde waren onder meer "Andaz" (1949), "Aan" (1952), "Devdas" (1955), "Azaad" (1955), "Mughal-e-Azam" (1960) en "Ganga Jamuna" (1961). In 2015 ontving hij de Padma Vibhushan.

## Jonge jaren
Kumar was de zoon van een huiseigenaar en fruitverkoper met fruittuinen in Peshawar en Deolali in Nashik, Maharashtra. Hij had elf broers en zussen. Eind jaren dertig verhuisde het gezin naar Bombay (nu Mumbai). Hij werkte in een sandwichkraam bij een legerclub. In 1942 kwam hij in de filmindustrie terecht dankzij actrice Devika Rani, die tevens eigenares was van een filmstudio, Bombay Talkies. In de studio hielp hij de scriptschrijvers met zijn kennis van Urdu. Hij ontmoette hier onder andere filmacteur Ashok Kumar, die hem later adviseerde 'natuurlijk' te acteren. In 1944 maakte hij zijn filmdebuut onder de naam Dilip Kumar, dit op verzoek van Rani. De film was "Jwar Bata" en Kumar speelde hierin de hoofdrol. Deze film en de paar films erna hadden geen succes, de eerste filmhit kwam pas in 1947 toen hij tegenover Noor Jahan speelde in "Jugnu". Daarna volgden de succesfilms "Shaheed", "Mela" (beiden uit 1948) en "Andaz" (1949), waarin hij speelde naast Raj Kapoor en Nargis. "Shabnam" deed het eveneens goed.

## Carrière

### Jaren vijftig
In de jaren vijftig had hij succes met hoofdrollen in romantische films als "Jogan" (1950), "Babul" (1950), "Tarana" (1951) "Hulchul" (1951) "Deedar" (1951), "Daag" (1952), "Uran Khatola" (1955), "Devdas" (1955), "Yahudi" (1958) en "Madhumati" (1958). Door deze films werd hij bekend als "de koning van de tragedie". Hij speelde tevens in sociale dramafilms als "Footpath" (1953), "Naya Daur" (1957), "Musafir" (1957) en "Paigham" (1959). Voor zijn rol in "Daag" kreeg hij de Filmfare Best Actor Award, de eerste die ooit werd uitgereikt. In zijn films speelde hij tegenover de Indiase top-actrices van die tijd, zoals Madhubala, Vyjayanthimala, Nargis, Nimmi, Meena Kumari en Kamini Kaushal. Om het image van 'koning van de tragedie' van zich af te schudden speelde hij tevens lichte rollen, zoals in de musical "Aan" (1952, zijn eerste film in technicolor), de komedie "Azaad" (1955) en de romantische musical "Kohinoor" (1960).

### Jaren zestig
In 1960 speelde hij Prince Salim in K. Asif's big-budget epische historische film "Mughal-e-Azam", een film die vijftien jaar lang de Hindi-film met de meeste opbrengsten was. De film was een van de hoogtepunten in Kumars loopbaan. In 1961 speelde hij in de hitfilm  "Ganga Jamuna"', de enige film die hij ook produceerde. In 1962 sloeg hij een aanbod van regisseur David Lean af om "Sherif Ali" te spelen in de film  "Lawrence of Arabia", een rol die uiteindelijk werd gespeeld door Omar Sharif. Na de minder succesvolle film "Leader" (1964) was hij mede-regisseur (naast Abdul Rashid Kardar) van "Dil Diya Dard Liya" (1966), maar de critici zagen er niets in. In 1967 speelde Kumar een dubbelrol in de hitfilm "Ram Aur Shyam". Andere films uit die tijd waren "Aadmi" en "Sangharsh"' (beiden uit 1968).

### Jaren zeventig en later
In de jaren zeventig raakte Kumars loopbaan in het slop, zijn populariteit taande. "Gopi" (1970), waarin hij speelde tegenover zijn echtgenote Saira Banu, was een hit, maar "Dastaan" (1972) en vooral "Bairaag" (1976) waren een flop, ook al waren de critici enthousiast. Hoofdrollen gingen in die tijd aan zijn neus voorbij, de nieuwe sterren waren Rajesh Khanna en Sanjeev Kumar, en daarom stopte Kumar een tijdlang met acteren (van 1976 tot 1981).
In 1981 maakte hij zijn comeback  met een karakterrol in de historische film "Kranti"' naast sterren als Manoj Kumar, Shashi Kapoor, Hema Malini en Shatrughan Sinha. De film werd dat jaar de film met de meeste opbrengsten. Hij speelde in "Vidhaata", zijn eerste rol in een film van Subhash Ghai (1982, met o.a. Sanjay Dutt en Shammi Kapoor) en acteerde naast Amitabh Bachchan in Ramesh Sippy's "Shakti". Andere films uit die tijd: "Mashaal" (1984), "Duniya" (1984) en de actiefilm "Karma" (1986), een van de meest succesvolle Bollywood-films uit de jaren tachtig.
In 1991 speelde Kumar in zijn laatste film die een boxoffice-hit werd, "Saudagar", in de regie van Subhash Ghai. In 1993 kreeg de acteur de Filmfare Lifetime Achievement Award. Een film die Kumar zou regisseren, "Kalinga", werd uiteindelijk afgeblazen.
In 1998 had Kumar zijn laatste filmrol, in Qila, een film die werd afgekraakt door India Today.

## Politiek

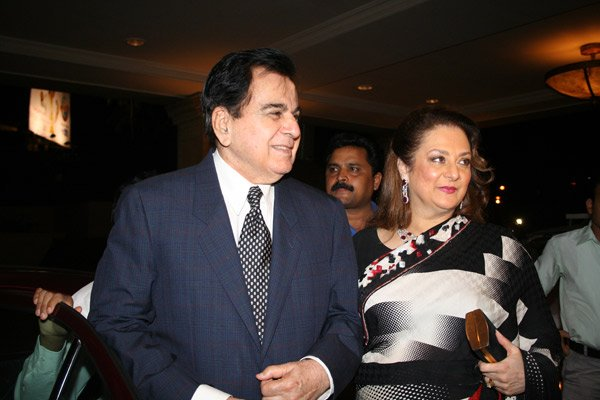
Kumar met zijn vrouw Saira Banu

In 2000 werd Kumar lid van de Rajya Sabha, het hogerhuis van het Indiase parlement, voor de Congrespartij.

## Persoonlijk leven
Dilip Kumar was verliefd op de getrouwde actrice Kamini Kaushal en had een oogje op Madhubala, wier familie niets zag in een relatie.
Op 11 oktober 1966 trouwde de 44-jarige Kumar met de actrice Saira Banu, die 22 jaar jonger was. Het huwelijk bleef kinderloos. Tussen 1981 en 1983 was Kumar ook kort getrouwd met Asma Sahiba, waardoor er tijdelijk sprake was van een polygame huwelijk.
Kumar overleed na een langdurige ziekte op 98-jarige leeftijd.

## Onderscheidingen
Dilip Kumar wordt beschouwd als een van de grootste acteurs in de geschiedenis van de Hindi-filmindustrie. Hij heeft de meeste prijzen van alle Indiase acteurs. Hij heeft acht Filmfare Best Actor Awards en werd 19 keer voor een Filmfare Award genomineerd. In 1993 kreeg hij een Filmfare Lifetime Achievement Award.
Kumar werd benoemd tot Sheriff of Mumbai (een eretitel), in 1980. In 1991 eerde India hem met een Padma Bhushan, in 1994 kreeg hij de Indiase filmprijs Dadasaheb Phalke Award en in 2015 de Padma Vibhushan. Andhra Pradesh eerde hem met de NTR National Award (1997). De regering van Pakistan gaf Kumar de Nishan-e-Imtiaz, de hoogste burgerlijke onderscheiding van Pakistan, in 1998. De politieke partij Shiv Sena in Maharashtra had hiermee problemen, maar uiteindelijk mocht hij de prijs houden. Hij was de tweede Indiase burger die deze onderscheiding kreeg. In 2009 kreeg Kumar ook een CNN-IBN Lifetime Achievement Award.

## Filmografie
- Bibliothèque nationale de France: cb141950704 (data)
- Gemeinsame Normdatei: 124642675
- International Standard Name Identifier: 0000 0000 8353 8703
- Library of Congress Control Number: no93029655
- MusicBrainz: 380d499e-9599-42a9-b500-aa894f72e896
- Nationale bibliotheek van Australië: 36588399
- Nationale Bibliotheek van Israël: 987007455350205171
- Nederlandse Thesaurus van Auteursnamen: 28889913X
- Système universitaire de documentation: 079713483
- Trove: 1307920
- Virtual International Authority File: 7291703
- WorldCat: E39PCjxrhTy7trf3RtqDgdyWpd